# Italia en la Copa Mundial de Fútbol de 1970
Italia es una de las 16 selecciones participantes en la Copa Mundial de Fútbol de México 1970, la cual es su séptima participación, y tercera de manera consecutiva en un mundial.

## Clasificación

### Grupo 3
| Pos. | País                 | Pts      | J        | G        | E        | P        | GF       | GC       | GD       |
| ---- | -------------------- | -------- | -------- | -------- | -------- | -------- | -------- | -------- | -------- |
| 1    | Italia               | 7        | 4        | 3        | 1        | 0        | 10       | 3        | +7       |
| 2    | Alemania Democrática | 5        | 4        | 2        | 1        | 1        | 7        | 7        | 0        |
| 3    | Gales                | 0        | 4        | 0        | 0        | 4        | 3        | 10       | −7       |
| -    | Islandia             | Abandonó | Abandonó | Abandonó | Abandonó | Abandonó | Abandonó | Abandonó | Abandonó |

| 23-10-1968 | Gales | 0–1     | Italia   | Ninian Park, Cardiff                               |                                                    |
|            |       | Reporte | Riva 44' | Asistencia: 18,558 espectadores Árbitro(s): Campos | Asistencia: 18,558 espectadores Árbitro(s): Campos |

| 29-3-1969 | Alemania Democrática     | 2–2     | Italia       | Walter-Ulbricht-Stadion, Berlín Oriental |                     |
|           | Vogel 26' · Kreische 75' | Reporte | Riva 54' 82' | Árbitro(s): Boström                      | Árbitro(s): Boström |

| 4-11-1969 | Italia                         | 4–1     | Gales       | Stadio Olimpico, Roma |                      |
|           | Riva 37' 73' 81' · Mazzola 55' | Reporte | England 67' | Árbitro(s): Beczirow  | Árbitro(s): Beczirow |

| 22-11-1969 | Italia                                 | 3–0     | Alemania Democrática | Stadio San Paolo, Naples  |                           |
|            | Mazzola 7' · Domenghini 25' · Riva 36' | Reporte |                      | Árbitro(s): Paul Schiller | Árbitro(s): Paul Schiller |

## Jugadores
Estos son los 22 jugadores convocados para el torneo:

## Resultados
Italia avanzó hasta la final.

### Grupo 2
| País    | J | G | E | P | GF | GC | GD | PTS |
| ------- | - | - | - | - | -- | -- | -- | --- |
| Italia  | 3 | 1 | 2 | 0 | 1  | 0  | +1 | 4   |
| Uruguay | 3 | 1 | 1 | 1 | 2  | 1  | +1 | 3   |
| Suecia  | 3 | 1 | 1 | 1 | 2  | 2  | 0  | 3   |
| Israel  | 3 | 0 | 2 | 1 | 1  | 3  | -2 | 2   |

| 3 de junio de 1970 | Italia         | 1–0     | Suecia | Estadio Luis Dosal, Toluca                              |                                                         |
|                    | Domenghini 10' | Reporte |        | Asistencia: 13,433 espectadores Árbitro(s): Jack Taylor | Asistencia: 13,433 espectadores Árbitro(s): Jack Taylor |

| 6 de junio de 1970 | Uruguay | 0–0     | Italia | Estadio Cuauhtémoc, Puebla                                |                                                           |
|                    |         | Reporte |        | Asistencia: 29,968 espectadores Árbitro(s): Rudi Glöckner | Asistencia: 29,968 espectadores Árbitro(s): Rudi Glöckner |

| 11 de junio de 1970 | Italia | 0–0     | Israel | Estadio Luis Dosal, Toluca                                         |                                                                    |
|                     |        | Reporte |        | Asistencia: 9,890 espectadores Árbitro(s): Ayrton Vieira de Moraes | Asistencia: 9,890 espectadores Árbitro(s): Ayrton Vieira de Moraes |

### Cuartos de final
| 14 de junio de 1970 | Italia                                        | 4-1     | México       | Estadio Luis Dosal, Toluca                                  |                                                             |
|                     | Guzmán 25' (a.g.) · Riva 63' 76' · Rivera 70' | Reporte | González 13' | Asistencia: 26,851 espectadores Árbitro(s): Rudolf Scheurer | Asistencia: 26,851 espectadores Árbitro(s): Rudolf Scheurer |

### Semifinales
| 17 de junio de 1970 | Italia                                                 | 4–3 (t. s.) | Alemania Federal                   | Estadio Azteca, Ciudad de México                             |                                                              |
|                     | Boninsegna 8' · Burgnich 98' · Riva 104' · Rivera 111' | Reporte     | Schnellinger 90' · Müller 94' 110' | Asistencia: 102,444 espectadores Árbitro(s): Arturo Yamasaki | Asistencia: 102,444 espectadores Árbitro(s): Arturo Yamasaki |

### Final
| 21 de junio de 1970 | Brasil                                                     | 4–1     | Italia         | Estadio Azteca, Ciudad de México                           |                                                            |
|                     | Pelé 18' · Gérson 66' · Jairzinho 71' · Carlos Alberto 86' | Reporte | Boninsegna 37' | Asistencia: 107,412 espectadores Árbitro(s): Rudi Glöckner | Asistencia: 107,412 espectadores Árbitro(s): Rudi Glöckner |